# Бернулли, Якоб II
Якоб II Бернулли (27 октября 1759, Базель — 15 [26] июля 1789, Санкт-Петербург) — швейцарский учёный, механик, ординарный академик Санкт-Петербургской академии наук (с 27 сентября 1787 года). Внук Иоганна Бернулли.
Якоб получил юридическое образование, но затем переключился на физику и математику. После неудачной попытки занять кафедру физики в Базеле, освободившуюся после смерти Даниила Бернулли (1782), Якоб уехал в Италию и поступил на дипломатическую службу. Одновременно занимался исследованиями в области математики и механики и получил некоторую известность в учёной среде Европы, был избран членом Туринской академии.
В 1786 году по приглашению Н. И. Фусса Якоб переселился в Россию. Женился на внучке Эйлера (младшей дочери его сына Иоганна Альбрехта). Служил в Академии наук (ординарный академик с 1787 года) и в Кадетском корпусе. Погиб в возрасте 30 лет в результате несчастного случая при купании в Неве.
Якоб Бернулли успел опубликовать незаурядные работы по различным вопросам механики, теории упругости, гидростатики баллистики: вращательному движению тела, укрепленного на растяжимой нити, течению воды в трубах, гидравлическим машинам. Вывел дифференциальное уравнение колебания пластин.